# Димнина
Димнина (димина) је првобитно у српским средњовековним повељама један од облика пореза у корист владара од којег су нека манастирска села била ослобођена. Касније у Србији димнина је била данак црквама и манастирима.
Нема сумње да је овај порез преузет из Византије. Још у време цара Нићифора I (802-811), димнина се помиње као једна од фискалних и пореских реформи које је овај цар спровео. У Византији она представља главни порез поред земљарине, коју је успоставио још Диоклецијан. Битно је истаћи да димнина, мада се први пут спомиње у ово време, није била нова дажбина. Ново је тек то што се од владе Нићифора I ова дажбина тражи и од манастирских и црквених сељака, који су дотле били ослобођени њеног плаћања. Чини се да је чак и то ослобађање пало у време владе царице Ирине (780-802, од 797. самостално), која је популарним мерама настојала да одржи унутрашњи мир у Цариграду и Византијском царству. Битно је знати да су у Византији црквени и манастирски поседи били обавезни да плаћају порезе, тако да Нићифор I, у том погледу, није увео нову меру, само је успоставио ранији ред.

## Литератутра
- К. Јиричек Историја Срба, III, Београд 1923. стр 251.
- А. Соловјев, Законик цара Стефана Душана 1349. и 1354. године, Београд 1980. стр 230.
- Острогорски, Георгије (1969). Историја Византије. Београд: Просвета.